# 7600 Vacchi
7600 Vacchi è un asteroide della fascia principale. Scoperto nel 1994, presenta un'orbita caratterizzata da un semiasse maggiore pari a 2,7097028 au e da un'eccentricità di 0,0219916, inclinata di 8,56972° rispetto all'eclittica.
L'asteroide è dedicato all'astronomo amatoriale italiano Ciro Vacchi (1916-1999) .
Co-fondatore dell'Osservatorio S.Vittore (Bologna) obs. code. 552. 